# Baía de Iógoiógo
Baía de Iógoiógo ist eine Bucht im Süden der Insel São Tomé im Inselstaat São Tomé und Príncipe.
Die Bucht liegt am Südende der Ponta Baleia, des östlicheren der beiden Südzipfel von São Tomé.